# Rejet-de-Beaulieu
Rejet-de-Beaulieu är en kommun i departementet Nord i regionen Hauts-de-France i norra Frankrike. Kommunen ligger i kantonen Le Cateau-Cambrésis som tillhör arrondissementet Cambrai. År 2022 hade Rejet-de-Beaulieu 227 invånare.

## Befolkningsutveckling
Antalet invånare i kommunen Rejet-de-Beaulieu
| Referens: INSEE |